# Österreichische Gesellschaft für Heereskunde
Die Österreichische Gesellschaft für Heereskunde (ÖGHK) ist ein eingetragener Verein in Wien zur wissenschaftlichen Erforschung der Heereskunde und Militärgeschichte.

## Geschichte
Eine erste Gesellschaft für Heereskunde, die sich durch das wesentliche Mitwirken des Historikers und Direktors des Heeresgeschichtlichen Museums Alfred Mell konstituierte, existierte von 1921 bis 1938. Sie wurde damals vom General und Militärhistoriker Hugo Kerchnawe geleitet. Gemeinsam mit der Deutschen Gesellschaft für Heereskunde gab sie das kulturwissenschaftliche Organ Zeitschrift für Heereskunde heraus. Mit dem Anschluss Österreichs kam es zur organisatorischen Eingliederung in die deutsche Gesellschaft. Nach 1945 wurde vorläufig der Name aus dem Vereinsregister gestrichen.
Eine Neugründung als „Gesellschaft für Österreichische Heereskunde“ (GÖHK) wurde 1974 durch den Historiker Franz Kaindl betrieben. Zuvor organisierte sich eine Arbeitsgemeinschaft für Fahnen- bzw. Flaggenkunde. Dieses Aufgabengebiet wurde in den Vereinsstatuten um Uniform-, Ordens- und Waffenkunde erweitert. 2001 benannte sich der Verein in „Österreichische Gesellschaft für Heereskunde“ (ÖGHK) um. Es werden Vorträge, Symposien und Exkursionen ins In- und Ausland organisiert. Diverse Kooperationen wie den Materialien zum Vortragszyklus bestehen mit dem Heeresgeschichtlichen Museum in Wien, dessen Direktor Mario Christian Ortner auch dem Vorstand angehört, sowie der Deutschen Gesellschaft für Heereskunde und dem Österreichischen Milizverlag aus Salzburg.
Unregelmäßig wird seit 1977 die Militaria Austriaca und seit 1997 Pallasch. Zeitschrift für Militärgeschichte herausgegeben.

## Präsidenten ab 1974
- 1974–1983: Franz Kaindl
- 1984–1987: Peter Fichtenbauer
- 1987–1990: Peter Broucek
- 1990–1993: Kurt Mörz
- 1993–1996: Hubert Zeinar
- 1996–2002: Herbert Jüttner
- seit 2002: Erwin A. Schmidl